# The House of Toys
The House of Toys er en amerikansk stumfilm fra 1920 af George L. Cox.

## Medvirkende
- Seena Owen som Shirley Lord
- Pell Trenton som David Quentin
- Helen Jerome Eddy som Esther Summers
- Lillian Leighton som Clara
- George Hernandez som Jonathan Radbourne
- Stanhope Wheatcroft som Richard Holden
- Henry A. Barrows
- Marian Skinner
- William Buckley
- Perry Banks